# Jiří Bičák
Jiří Bičák (7. ledna 1942 Praha – 26. ledna 2024) byl český vědec a fyzik. Vystudoval Matematicko-fyzikální fakultu Univerzity Karlovy. Od roku 1964 působil na katedře teoretické fyziky a následně v Ústavu teoretické fyziky (ÚTF) MFF UK, který v letech 1986-2003 také vedl. Zabýval se kosmologií, obecnou teorií relativity, astrofyzikou, historií a filozofií fyziky 20. století. Patřil mezi zakládající členy Učené společnosti ČR (1994), v letech 2014–2016 byl jejím předsedou. Do jeho profesního života patřily studijní pobyty zahrnující výzkum, přednášky, organizování workshopů atd. na univerzitách v Evropě, USA, Kanadě, Izraeli, Austrálii, Japonsku, Indii a Jižní Africe. Publikoval přes 140 odborných článků ve světových odborných médiích. Byl nositelem řady českých a mezinárodních ocenění.

## Životopis

### Mládí a studium
Narodil se 7. ledna 1942 na pražských Královských Vinohradech. V roce 1948 začal chodit do první třídy, kde vyučovaly řádové sestry, setkal se zde i s výukou angličtiny. Po roce byla škola zrušena. Podporován rodiči chodil na hodiny angličtiny soukromě, učil se hrát na housle. Jeho dětským snem bylo stát se cestovatelem.
Během studia na střední škole trávil často večery na přednáškách o matematice, fyzice nebo chemii. Přednášky vysokoškolských odborníků se konaly v rámci „lidových univerzit“. Zajímal se o kulturu, sport i umění. Jeho strýc vlastnil rozsáhlou knihovnu a zde se Jiří setkal s knihami o lékařích Johna Archibalda Cronina, anglického lékaře. Rozhodl se být lékařem a „zachraňovat“ lidské životy..
V druhé polovině 50. let při studiu na gymnáziu, hrál na kytaru a housle se skupinou Sputnici, zde se seznámil s Karlem Hlavatým, pozdějším chemikem. Spolu hráli i klasickou hudbu, ale účastnili se také matematických olympiád. Jiří patřil mezi vítěze v celostátních kolech – tak bylo označováno prvních dvacet celostátních řešitelů. Zájem o teoretickou fyziku v něm probudila knížka Jak vidím svět Alberta Einsteina. Po ukončení gymnázia v roce 1959, vystudoval teoretickou fyziku na Matematicko-fyzikální fakultě UK v roce 1964. V roce 1968 získal titul RNDr. a CSc. resp.PhD. Docenturu obhájil v roce 1982 a o rok později titul doktora věd. Profesorem teoretické fyziky je od roku 1992.
Po ukončení studia se oženil se spolužačkou Janou. Narodily se jim dvě dcery, Jitka Vokrouhlická-Bičáková, která se stala lékařkou, a mladší Alena.

### Vědec
Po ukončení studia na vysoké škole v roce 1964 zasvětil celý život obecné teorii relativity, astrofyzice, kosmologii ale také historii fyziky. V roce 1971 strávil šest měsíců na Kalifornském technologickém institutu. Zde se setkal s americkým fyzikem Richardem Feynmanem.
Zviditelnil se již v roce 1967. V odborném světě se řešil problém, zda gravitační vlny existují a Jiří Bičák ve své práci dokázal, že „jistá přesná řešení Einsteinových rovnic“ lze interpretovat jako gravitační vlny. Byl pozván přednášet do Londýna, kde se seznámil s předními fyziky té doby, také se Stephenem Hawkingem. Pro jeho české vydání Stručné historie času v roce 1988 napsal Bičák doslov: „Krátce o Stephenu Hawkingovi a jeho pohledu na svět“. I další překlady světových fyziků doplnil svými dovětky, např. v roce 2003 práci Martina Reese Náš neobyčejný vesmír.
Sir Martin Rees, britský královský astronom jej pozval na konci sedmdesátých let přednášet na Univerzitu v Cambridgi. V roce 1970 odjel Jiří Bičák na půl roku na Kalifornský technologický institut, kde napsal práci o gravitačním kolapsu. Prodloužení k pobytu však od Československé vlády nedostal a musel se vrátit domů.
Jiří Bičák publikoval kolem 140 původních vědeckých prací v prestižních odborných časopisech i knižních publikacích. Jeho práce citovali např. indický fyzik Chandrasekhara Venkata Raman – nositel Nobelovy ceny, americký teoretický fyzik Kip Thorne, nebo teoretický fyzik, astrofyzik a kosmolog Igor Dmitrijevič Novikov.
Vedoucím katedry teoretické fyziky MFF UK se stal v roce 1986 a později i ředitelem nově zřízeného Ústavu teoretické fyziky MFF UK. Jiří Bičák přednášel na mnoha významných světových pracovištích, od roku 1990 pravidelně spolupracoval s Astronomickým ústavem Univerzity v Cambridgi. V roce 1982 působil v Max Planck „Institute for Physics and Astrophysics v Garchingu“ v Německu – pravidelná spolupráce trvala do roku 1995. V letech 1994 až 1996 spolupracoval s americkou University of Utah. Od roku 1995 se datuje spolupráce s Institutem Alberta Einsteina (Max-Planck Institute for Gravitational Physics) v Golm/Postupimi v Německu.

### Učitel
Mezi jeho první žáky na MFF UK patřili astronomové Petr Hadrava, Zdeněk Stuchlík nebo Vladimír Karas, kteří působí na našich univerzitách nebo na Akademii věd České republiky. Jiří Podolský, Oldřich Semerák nebo Pavel Krtouš, také jeho žáci, působí v Ústavu teoretické fyziky MFF UK. Lze říci, že Jiří Bičák patří mezi zakladatele české školy relativistických astrofyziků.

## Členství v mezinárodních organizacích
Od 70. let 20. století byl členem a zastával různé pozice ve vybraných mezinárodních organizacích a společnostech. Působil v Mezinárodní společnosti pro obecnou relativitu a gravitaci (v letech 1980–1989 a 1995–2004 byl zvolen členem řídícího výboru), dále např. člen Mezinárodní astronomické unie, člen Evropské fyzikální společnosti; byl zvolen členem Komise pro astrofyziku Mezinárodní unie pro čistou a aplikovanou fyziku (IUPAP) nebo Akademie umění a věd EU, Salzburg-Vídeň, také byl zvolen členem Královské astronomické společnosti v Londýně.
V roce 2001 byl zvolen řádným členem Academia Europaea v Londýně, členem Rady společné sekce „Gravitační fyzika“ Evropské fyzikální společnosti a Evropské astronomické společnosti nebo členem redakční rady Central European Journal of Physics (také v letech 1985 až 1988) atd.

## Významná ocenění
Za svoji přínosnou práci získal řadu cen a uznání:
- 1973 – Koperníkova medaile, Československá astronomická společnost
- 1977 – Čestné uznání, Gravity Research Foundation, Massachusetts, USA
- 1978, 1980 – Cena, Nadace Český literární fond za vědeckou práci
- 1981 – Bolzanova medaile, Československá matematická společnost
- 1987 – medaile, sekce fyziky, Jednota československých matematiků a fyziků
- 1991 – Cena, CSAS (za propagaci vědy, jako člen týmu)
- 2000 – Sackler Distinguished Visiting Astronomer, Univerzita v Cambridgi[2]
- 2007 – pojmenována planetka 55844 Bičák[3]
- 2014 – Cena Neuron za přínos světové vědě za rok 2014 - fyzika se zaměřením astrofyzika
- 2016 – titul „Fellow“ Americké fyzikální společnosti.[5]
- 2017 – Nušlova cena, nejvyšší ocenění České astronomické společnosti

## Záliby
Jiří Bičák se inspiroval Einsteinem nejen v profesním životě. Podílel se také na přípravě knihy Einstein a Praha. Vydala ji Jednota československých matematiků a fyziků ke 100. výročí Einsteinova narození. Bičák též vytvořil cennou sbírku knih o svém vzoru. Společná záliba ve hře na housle je asi pouze náhodou.
V jednom rozhovoru uvedl, že hudba mu dodává energii a zlepšuje náladu, poslouchá ji často doma při práci. Také výtvarné umění mu bylo blízké. V dětství rád maloval a v domácí knihovně bylo možno nalézt množství publikací o malířství a monografií. Rád a často připomínal myšlenky Otokara Březiny. V dětství byl obklopen jeho tvorbou a recitoval jeho verše. Jejich obsah byl pro malého hocha nesrozumitelný a tajemný. (Prý babička básníka znala, učil ji.)
Společně s dcerou Alenou přeložili autobiografii amerického fyzika a popularizátora vědy George Gamowa (je znám knihou Pan Tompkins v říši divů). Gamowův životopis lze použít jako stručnou historii fyziky první poloviny 20. století. Autor seznamuje čtenáře s humorem sobě vlastním, se svou životní cestou a setkání s řadou významných fyziků. Česky kniha vyšla pod názvem: Moje světočára: Neformální autobiografie.

V rozhovoru pro idnes.cz v roce 2003 mimo jiné, říká: 
| „ | Můj nejbližší velký úkol: Konečně začít pořádně pracovat. | “ |